# سيباستيان بيدروزا
خوان سيباستيان بيدروزا بيردومو (بالإسبانية: Juan Sebastián Pedroza Perdomo)‏ هو لاعب كرة قدم كولومبي في مركز الوسط، ولد في 8 أبريل 1999 في كولومبيا يلعب حالياً في نادي الباطن السعودي معار من إنديبنديينتي سانتا في.

## وصلات خارجية
- سيباستيان بيدروزا على موقع Soccerway.com (الإنجليزية)